# R-79 (大型ミサイル艇)
R-79(ロシア語:Р-79エール・スィェーミヂェスャド・ヂェースィェチ)は、ソ連・ロシア連邦の大型ミサイル艇(Большой ракетный катер)である。

## 概要
1241.1T号計画「モールニヤ」型大型ミサイル艇の1 隻となるR-79は、1980年にハバーロフスクのハバーロフスク造船工場で起工された。R-79は、ハバーロフスクで建造された最後の4 隻の1241.1T型の内、最後の1 隻であった。1984年12月19日には竣工し、ソ連海軍太平洋艦隊に配備された。
1991年末にソ連が崩壊すると、R-79はロシア海軍太平洋艦隊に編入された。1994年9月1日付けで姉妹艇2 隻が海軍を除籍になったが、R-79は残る1 隻の姉妹艇R-42とともに現役に留まっている。2007年には艦隊の記念パレードに参加しており、艇が稼動状態にあることが確認されている。